# LISABEST -mission on earth 9307-
LISABEST -mission on earth 9307-（リサベスト-ミッション・オン・アース・ナインティー・スリー・ゼロ・セブン)は、日本の女性歌手・LISAのベストアルバム。2007年6月6日にrhythm zoneより発売。

## 解説
- LISAの14年間にリリースした曲が収録されている初のベストアルバム。「2枚組CDのみ」と「2枚組CD＋DVD」の2種類で発売。
- DISC1は、2002年のソロ再デビューシングル「move on」から本作の先行シングル「tomorrow」まで、6年間にリリースされたシングル14曲とアルバムより「It's on」を収録。さらに新曲「Our Story」を加えた全16曲。
- DISC2は、フィーチャリング楽曲、コラボレーション楽曲、カヴァー曲、そしてm-flo時代の楽曲に加え、現在では貴重なm-flo加入前の楽曲を厳選収録。また初回盤のみボーナストラックを収録。
- DVDは、ビデオクリップ集となっており、「move on」以降の14曲のビデオクリップを完全収録。さらにボーナスビデオとして、ライブのダイジェスト映像を収録。
- 特別付録として、自叙伝小説「mission on earth 9307 by LiLy」が封入されている。
- ちなみに、タイトルの「9307」とは、デビューした1993年と本作発売年の2007年のことである。

## 収録曲

### Disc 1
1. move on
  - コーセー 「ルミナス」 CMソング
  - ソロ1stシングル、m-flo在籍中に出した事実上のソロ再デビューシングル。
2. バビロンの奇跡
  - 2枚目のシングルであり、m-flo脱退後初のシングル。バックバンドに東京スカパラダイスオーケストラが参加している。
  - キリン チューハイ「氷結」CFタイアップソング
3. 言えなくても…
  - 2枚目のシングル『バビロンの奇跡』のカップリング、ファーストアルバム『JUICY MUSIC』では唯一のバラード曲として収録されている。
4. I'm all you
  - 3枚目のシングル。
  - EDWIN「SOMETHING」TV CFソング。
5. Superstar
  - 4枚目のシングルであり、ファーストアルバム『JUICY MUSIC』の先行シングル。ajapaiがプロデュースする。
6. Peace in Love
  - 5枚目のシングル『Flower For The Lion e.p.』に収録されている曲、サウンドプロデュースにHOME GROWNを迎える。
7. My Dearest
  - 6枚目のシングル
  - 集英社「MORE」TVCMソング、テレビ朝日系列「おかずのクッキング」テーマ曲。
8. SWITCH feat.倖田來未 & Heartsdales
  - 7枚目のシングル。初のフィーチャリングシングルで、倖田來未とHeartsdalesを迎える。
  - PlayStation 2用ソフト「クリムゾンティアーズ」オープニングテーマ曲。
9. So Beautiful
  - 8枚目のシングルであり、セカンドアルバム『GRATITUDE』の先行シングル
  - ニベア花王「ニベアボディ薬用ストレッチアップUV」CMソング。
10. Only if
  - 9枚目のシングル。本作でアルバム初収録となった。
  - テレビ朝日「ビートたけしのTVタックル」エンディングテーマ。
11. I,Rhythm
  - 10枚目のシングル。R&B特化のきっかけになった曲。
  - テレビ朝日系「草野☆キッド」エンディングテーマ。
12. memory
  - 10枚目のシングル『I,Rhythm』のカップリング曲。本作でアルバム初収録。
13. It's On
  - R&Bコンセプトアルバム『GOD SISTA』に収録されている曲。のちに3枚目のアルバム『ELIZABETH』にも収録。
  - テレビ朝日 土曜ミッドナイトドラマ「吉祥天女」主題歌になる。
14. SHOWTIME
  - 11枚目のシングルであり、3枚目のアルバム『ELIZABETH』の先行シングル。
15. tomorrow
  - 12枚目のシングルであり、本作の先行シングル。
16. Our Story
  - このベストアルバムの新曲、今までリリースしたLISAの曲の中では唯一のバラード曲

### Disc 2
1. planet earth
  - m-floの加入前にボーカリストとして所属していた、朝本浩文率いるRam Jam Worldのアルバム『rough and ready』に収録されている曲
2. TRIPOD BABY -CLASH the SOUND Remix-
  - m-flo loves LISAの『TRIPOD BABY』のリミックスヴァージョン、アルバム『ELIZABETH』に収録。
  - オリジナルバージョンはm-floのアルバム『BEAT SPACE NINE』に収録。
3. Goodies f/LISA
  - ajapaiの曲をLISAがフィーチャリングした曲。
4. あなたに逢いたくて〜Missing You〜
  - 松田聖子の39枚目のシングルのカヴァー。LISAが松田聖子のトリビュートアルバムに参加したことをきっかけに収録される。
5. ReListen feat.LISA
  - Ryoheiのアルバム『ReListen』に収録されているフィーチャリング曲、またそのアルバムの表題曲
6. Best of My Love
  - エモーションズ（The Emotions）の代表作をカヴァーした曲。
7. Believe The Light
  - TRICERATOPSの14枚目のシングル曲でLISAと共演した曲。
8. brilliant star
  - LISAの11枚目のシングル『SHOWTIME』のカップリング。
9. SEA OF THE STARS
  - LISAがm-floに加入する前の1994年にリリースした曲
  - OVA「銀河英雄伝説」第3期オープニングテーマ。
10. Neoege Ssunun Pyonji Part2 Feat.LISA
  - 韓国のラッパーMC MONGとLISAとのフィーチャリング曲、この曲は3集に収録されている。
11. とんぼ feat.HOME GROWN
  - HOME GROWNをフィーチャリングした長渕剛のカヴァー。LISA2枚目のアルバム『GRATITUDE』の2枚目に収録されている。
12. Eternal Flame
  - LISAがリリースした80'sカヴァーアルバム『MELODY CIRCUS』に収録されている曲。
13. Yours only,
  - m-floの15枚目のシングルで、LISAのみのソロ曲。m-flo時代に出した最後のシングルとなった。
  - m-floのアルバム『EXPO EXPO』からのリカットシングルでもある。
14. come again
  - m-floの12枚目のシングル。LISA、そしてm-floが今までリリースした曲の中では一番大ヒットした代表作品。
15. 【Bonus track】LISABEST MEGA MIX 9307
  - 初回盤のみ収録。これまでリリースした楽曲をノンストップ・メガ・ミックス化したもの。

### DVD
1. move on
2. バビロンの奇跡
3. I'm all you
4. Superstar
5. Peace in Love
6. My Dearest
7. SWITCH feat.倖田來未 & Heartsdales
8. So Beautiful
9. Only if
10. Eternal Flame
11. I,Rhythm
12. It's On
13. SHOWTIME
14. tomorrow
15. 【bonus video】Live Highlight@Rhythm Nation 2006